# Doppelmandat
Mit einem Doppel- oder Mehrfachmandat sind in der Politik Abgeordnete ausgestattet, die zwei oder mehr Mandate in unterschiedlichen Parlamenten zur gleichen Zeit – im Sinne identischer oder sich überlappender Legislaturperioden – innehaben.

## Doppelmandate im Mehrheitswahlrecht
Beim Mehrheitswahlrecht gelangen nur diejenigen in das Parlament, die ein Direktmandat in einem Wahlkreis erhalten. Es war in Deutschland bis 1918 (und in anderen Ländern mit Mehrheitswahlrecht) üblich, dass (insbesondere bekannte) Kandidaten gleichzeitig in mehreren Wahlkreisen antraten. Dadurch stieg die Wahrscheinlichkeit, dass der Kandidat gewählt wurde. Durch diese Mehrfachkandidaturen besteht die Möglichkeit eines Doppelmandates (Dreifachmandat etc.), wenn der Kandidat in mehreren Wahlkreisen gewählt wurde. In diesem Fall nahm der Kandidat eines der Mandate an, für die anderen kam es zu einer Nachwahl. So kam es beispielsweise bei der Reichstagswahl 1884 zu fünf derartigen Doppelmandaten.

## Doppelmandate in verschiedenen Parlamenten
In föderal organisierten Staaten bestehen Parlamente sowohl auf Ebene des Gliedstaates als auch auf Ebene des Staates. In Europa kommt noch als weitere Ebene das Europäische Parlament hinzu. Hier ist es möglich, dass Kandidaten Mandate in mehreren Parlamenten erhalten. Dies wird unter den Aspekten der Gewaltentrennung und der Trennungsfunktion des Bundesstaatsprinzips, der Pflichtverletzung des Abgeordneten, da er zeitlich nicht in der Lage sei, beide Mandate ordnungsgemäß wahrzunehmen oder von Zielkonflikten und dem Aspekt der Doppelzahlung von Diäten diskutiert. In einigen Staaten (wie beispielsweise Australien) oder für das EU-Parlament bestehen Inkompatibilitätsregeln, um Doppelmandate zu vermeiden. In anderen Staaten, wie in Deutschland, ist die Wahrnehmung von Mandaten im Bundes- und Landtag (in einigen Ländern) zulässig. Ein Verbot von Doppelmandaten kann so ausgestaltet sein, dass eine Kandidatur von amtierenden Abgeordneten verboten ist, oder durch die Pflicht bei Mehrfachwahl auf eines der Mandate zu verzichten.

## Argumente
Argumente für die Zulässigkeit von Doppelmandaten
- Nach dem Wahlrechtsgrundsatz der freien Wahl soll das passive Wahlrecht möglichst wenig eingeschränkt werden.
- Das freie Mandat des Abgeordneten bedeutet, dass ihm keine Vorschriften zu machen sind, an welchen Debatten und Abstimmungen er teilnimmt.

### Gewaltentrennung und die Trennungsfunktion des Bundesstaatsprinzips
Bereits Montesquieu sah im Föderalismus eine Form der Gewaltenteilung. Durch die klare Aufteilung der Kompetenzen auf Zentralstaat einerseits und Bundesstaaten andererseits werde einer Machtkonzentration vorgebeugt. Eine Vermischung dieser Ebenen reduziere die Wirkung dieser Form von Gewaltenteilung. Durch Doppelmandate im nationalen Parlament und im Parlament des Gliedstaates entstehe solch eine Vermischung. Umgekehrt wird argumentiert, dass eine enge Abstimmung der Politik in Bund und Land sinnvoll sei. Länder sind an das Prinzip der Bundestreue gebunden, typischerweise besteht auch auf parlamentarischer Ebene eine Vertretung der Gliedstaaten.

### Pflichtverletzung des Abgeordneten
Ein Doppelmandat kann als Pflichtverletzung des Abgeordneten verstanden werden. Sprichwörtlich kann der Abgeordnete nicht Diener zweier Herren sein, also die abweichenden Interessen des Zentralstaats und des Gliedstaats gleichzeitig wahrnehmen. Es besteht daher ein Zielkonflikt, der vom Abgeordneten dadurch gelöst werden kann, dass er eine Interessenlage übergewichtet (und so im anderen Parlament gegen dessen Interessen stimmt) oder indem er in beiden Parlamenten widersprüchlich abstimmt. Daneben besteht ein zeitlicher Konflikt. Abgeordnetenmandate sind heute typischerweise als Hauptberufliche Tätigkeit ausgelegt. Die Teilnahme an Plenarsitzungen, Ausschüssen etc. in beiden Parlamenten, typischerweise an unterschiedlichen Orten, ist zeitlich oft nicht leistbar. Dem wird entgegengehalten, dass der Abgeordnete nicht verpflichtet ist, an Sitzungen teilzunehmen.

### Doppelte Diäten
Entsprechend der jeweiligen Abgeordnetenentschädigungsgesetze erhält der Abgeordnete Diäten und Sachmittel in beiden Parlamenten. In Deutschland ist in den Abgeordnetenentschädigungsgesetzen typischerweise geregelt, dass die Diäten miteinander ganz oder teilweise verrechnet werden.

## Situation in Deutschland

### Doppelmandate in Bundestag und Länderparlamenten
Doppelmandate sind in Deutschland zulässig. Ebenso zulässig sind landesrechtliche Regelungen, die Diäten für die Landtagsmitgliedschaft zu verrechnen oder zu streichen. Während Doppelmandate in den ersten drei Wahlperioden des Bundestags nicht ungewöhnlich waren, bestanden später nur noch Einzelfälle. In der ersten Wahlperiode hatten 115 Bundestagsabgeordnete auch Mandate in den Landesparlamenten, in der zweiten waren es noch 73 und in der dritten 45. Von der vierten bis neunten Wahlperiode waren zwischen neun und 25 Fälle zu verzeichnen, danach waren es einstellige Werte. Ab den 1990er Jahren lagen die Werte zwischen Null und Drei. Die meisten dieser Doppelmandate bestanden nur kurzfristig. Länger als drei Monate hatten in der ersten Wahlperiode 74, in der zweiten 50 und in der dritten 23 Abgeordnete Doppelmandate. Danach waren es maximal 7 Abgeordnete, ab der neunten Wahlperiode waren es wenige Einzelfälle.
Von der Konstituierung des 2017 gewählten Bundestags bis zur Landtagswahl in Sachsen Ende 2019 besaß die für die AfD gewählte Bundestags- und sächsische Landtagsabgeordnete Frauke Petry ein Doppelmandat. Von Oktober bis Dezember 2017 hatten vier weitere Abgeordnete kurzfristige Doppelmandate: Canan Bayram und Stefan Gelbhaar (Grüne, Berlin), Alexander Krauß (CDU, Sachsen) und Detlev Spangenberg (AfD, Sachsen). Ebenfalls gehörte Andreas Mrosek (AfD) aus Dessau bis April 2018 sowohl dem Deutschen Bundestag als auch dem Landtag von Sachsen-Anhalt an. Dann legte er das Landtagsmandat nieder. Im Oktober 2018 beantragte die AfD-Fraktion im Landtag NRW das Verbot von Doppelmandaten.
Von Dezember 2019 bis Dezember 2021 saß die CDU-Politikerin Saskia Ludwig zugleich im Brandenburgischen Landtag und im Bundestag.

### Doppelmandate in Europaparlament und deutschen Parlamenten
Bis zur ersten Direktwahl des Europäischen Parlamentes waren alle Europaparlamentarier Mitglieder der nationalen Parlamente. Seit der ersten Direktwahl ist der Anteil von Doppelmandaten vergleichbar der Situation innerhalb Deutschlands.
Seit 2004 ist es nicht mehr möglich, MdEP und gleichzeitig Mitglied in einem nationalen Parlament zu sein.
Marcus Pretzell (gewählt für die AfD) hatte von 2017 bis 2019 ein Doppelmandat als MdEP und NRW-Landtagsabgeordneter. Der AfD-Vorsitzende Jörg Meuthen hatte von Anfang November bis Ende Dezember 2017 ein Doppelmandat als MdEP und baden-württembergischer Landtagsabgeordneter, bevor er sich auf sein Mandat im Europaparlament konzentrierte.

### Doppelmandate in Bundesrat und deutschen Parlamenten
Ein Doppelmandat in Bundestag und Bundesrat würde der Gewaltenteilung zuwiderlaufen und ist daher in § 2 der Geschäftsordnung des Bundesrates ausdrücklich ausgeschlossen. Ein Doppelmandat in Bundesrat und einem Länderparlament ist hingegen aufgrund der Zusammensetzung des Bundesrats die Regel.

## Situation in der EU
Die Nationalen Vorschriften über die Gründe der Nichtwählbarkeit und die Inkompatibilität des Europäischen Parlaments sind bzw. waren nach Mitgliedsländern verschieden geregelt.

## Situation in anderen Ländern

### Kanada
Bis 1873 waren Doppelmandate auf Provinz- und Bundesebene erlaubt und es war üblich, dass Unterhausabgeordnete gleichzeitig ein Mandat in ihrem jeweiligen Provinzparlament wahrnahmen. Dann wurde die Praxis durch ein Bundesgesetz beendet.
Vereinzelt kam es sogar vor, dass Politiker in mehreren Wahlkreisen kandidierten, um ihre Wahlchancen zu erhöhen und ggf. in mehreren Wahlkreisen gewählt wurden, wodurch sie ein Doppelmandat in einem einzigen Parlament bekleideten. Da sie bei Abstimmungen jedoch meist trotzdem nur eine Stimme hatten, war es üblich, eines der Mandate niederzulegen, wodurch es in dem betroffenen Wahlkreis zu einer Nachwahl kam.
Eine gleichzeitige Mitgliedschaft in Unterhaus und Senat ist hingegen seit Beginn der Konföderation nicht vorgesehen.

## Gleichzeitige Mitgliedschaft im Parlament und in kommunalen Vertretungskörperschaften
Während Doppelmitgliedschaften in zwei Parlamenten nicht sehr häufig sind und aus den oben genannten Gründen kritisch diskutiert werden, ist die gleichzeitige Mitgliedschaft im Parlament und in kommunalen Vertretungskörperschaften weitgehend üblich und unstrittig. So hatten z. B. im 3. Landtag Nordrhein-Westfalen 106 von 200 Abgeordneten gleichzeitig in Gemeindeparlamenten oder Kreistagen einen Sitz. Im 2. Bundestag waren das 217 von 509 Abgeordneten.
Die gleichzeitige Mitgliedschaft in Gemeindevertretungen und Kreistagen ist in Deutschland zulässig und üblich.